# Die eingemauerte Frau
Die eingemauerte Frau oder auch von einem übelen wîbe ist eine in Mittelhochdeutsch abgefasste Reimpaarerzählung des Strickers aus der ersten Hälfte des 13. Jahrhunderts. Die genaue Entstehungszeit kann aus der heutigen Zeit nicht mehr nachvollzogen werden.
Die Verserzählung gehört zur Kategorie schwankhafter Ehestandsmären und handelt von einem Ritter, dessen Frau sich gegen ihn auflehnt. Erst schlägt der Mann sie fast tot, dann mauert er die Frau ein, um sie dadurch zur Einsicht ihrer untergeordneten Stellung zu bewegen. Mit Geschichten dieser Art leitete der Stricker eine neue Tradition mittelalterlichen Erzählens ein.

## Inhalt
Die Erzählung berichtet von einem tugendhaften Ritter, dessen Frau sich nach der Heirat als aufsässig und unbelehrbar herausstellt. Sie versucht stets, ihren Willen durchzusetzen und zollt ihrem Mann keinerlei Respekt. (v.V.1 – V.4)
Um seine Frau zur Vernunft zu bringen, wendet der Ritter extreme, körperliche Gewalt an. So passiert es, dass er sie eines Tages fast totschlägt. Doch die Frau zeigt keinerlei Besserung. Im Gegenteil: Sie begegnet seiner Gewalt mit provokanten Aussagen und Drohungen. (v.V.5 – V.35)
Daraufhin beschließt der Ritter, seine Frau einzumauern. Zu diesem Zweck errichtet er einen türlosen Raum, der lediglich ein Fenster besitzt, durch welches sie das Geschehen der Außenwelt weiter verfolgen kann. (v.V.36 – V.47)
Er setzt ihr das schlechteste Essen vor und bestraft sie zusätzlich, indem er nicht mehr mit ihr redet. Gleichzeitig führt er ihr vor, wie gut er andere Menschen behandelt. Er geht sogar so weit, dass er eine andere Frau an seine Seite stellt, die er verwöhnt und welcher er teure Geschenke macht. All das kann sie durch das Fenster verfolgen. (v.V.48 – V. 72)
Als sich die Ehefrau an ihre Verwandten wendet, muss sie feststellen, dass ihr Ehemann diese durch Geschenke und andere Zuneigungen nahezu vollständig auf seine Seite gebracht hat. Denjenigen, die dennoch Partei für sie ergreifen, unterbreitet er einen ausgeklügelten Vorschlag. Er verspricht, die Frau freizulassen, doch im Gegenzug sollen sie mit ihrem ganzen Vermögen für ihr angemessenes Verhalten bürgen. Da auf dieses Angebot keiner eingehen will, findet sie keinen mehr, der sich für sie einsetzt und ist nun endgültig auf sich allein gestellt. (v.V.73 – V.108)
An dieser Stelle erlebt die Frau eine religiöse Bekehrung. Der Heilige Geist kehrt in sie ein und verdrängt die Teufel von denen ihre Seele besessen war. Alles Böse verschwindet aus ihr, sie bittet ihren Mann auf Knien um Vergebung und möchte für den Rest ihres Lebens für ihr schlechtes Verhalten Buße tun, um ihr Seelenheil zu retten. (v.V.109 – V.234)
Als die Mauern vor den Augen der ganzen Sippe eingebrochen werden, will sie im Namen Gottes nicht herauskommen. Der Pfarrer, der bereits vorher zwischen ihr und ihrem Mann vermittelt hatte, überredet sie schließlich nach langwierigem Bemühen. Als sie wieder draußen ist, entschuldigt sie sich noch einmal öffentlich und verkündet ihre neue Lebensaufgabe. Diese besteht darin, andere böswillige Frauen zu bekehren. (v.V.235 – V.282)
Daraufhin wird sie zu einer Heiligen erklärt, und es wird zu ihren Ehren ein Fest veranstaltet. Gegen Ende dieses Festes erhebt sie sich auf eine Bank und hält eine Lobesrede an Gott und verspricht, mit seiner Macht jede Frau zur Vernunft bringen zu können. (v.V.283 – V.358)
Diese Nachricht verbreitet sich über das ganze Land, sodass die Frau zu großem Ruhm gelangt. Die anderen ungehorsamen Frauen schwören aus Angst vor einem ähnlichen Schicksal ihrer Böswilligkeit ab. Von diesem Zeitpunkt an sind keinerlei bösartige und ehrlose Frauen mehr zu finden. (v.V 359 – V. 400)